# Xã La Grand, Quận Douglas, Minnesota
Xã La Grand (tiếng Anh: La Grand Township) là một xã thuộc quận Douglas, tiểu bang Minnesota, Hoa Kỳ. Năm 2010, dân số của xã này là 4.210 người.